# ليزا ألبرت
ليزا ألبرت (بالإنجليزية: Lisa Albert)‏ هي كاتبة سيناريو أمريكية، ولدت في 14 فبراير 1926 في نيويورك في الولايات المتحدة.

## وصلات خارجية
- ليزا ألبرت على موقع IMDb (الإنجليزية)
- ليزا ألبرت على موقع ألو سيني (الفرنسية)
- ليزا ألبرت على موقع قاعدة بيانات الفيلم (الإنجليزية)
- ليزا ألبرت على موقع كينوبويسك (الروسية)